# Menhirs pour la Paix
Les Menhirs pour la Paix sont un ensemble de sculptures de l'artiste Manolo Paz situées sur le Campo da Rata, haut lieu de la guerre d'Espagne, dans la ville de La Corogne, en Galice.

## Localisation
Les sculptures sont localisées dans la province de La Corogne, dans la communauté autonome de Galice. Le site est constitué de douze œuvres en pierre.
Très populaire, le site jouxte la tour d'Hercule, célèbre monument touristique de la ville de La Corogne.